# Kultura Ezero

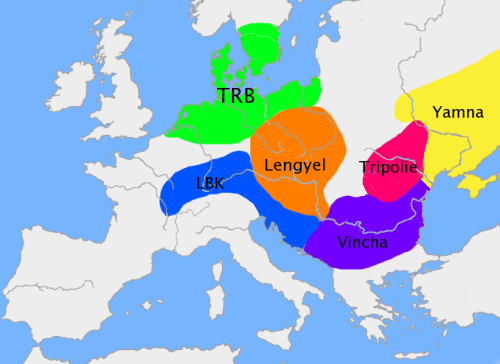
kultury staroeuropejskie w IV tys. p.n.e

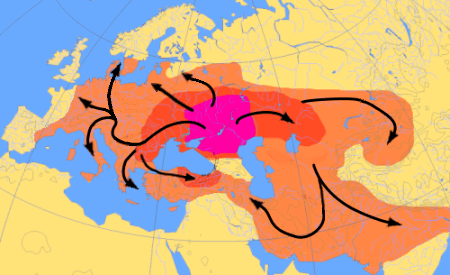
Kierunki ekspansji Indoeuropejczyków 4000–1000 p.n.e.

Kultura Ezero, kultura archeologiczna epoki brązu (3300 – 2700 lat p.n.e.) występująca na obszarze obecnej Bułgarii. Nazwa kultury wywodzi się od eponimicznej osady w wzgórzach Ezero w Bułgarii.
Kultura ta rozwinęła się na podłożu wcześniejszych kultur związanych z eneolitem a mianowicie kultury Koranowo IV, Gumelnița, Kodzadżemen oraz kultury Warna po hiatusie osadniczym jaki nastąpił na północnych obszarach obecnej Bułgarii. Zabytki tej kultury nawiązują również do wcześniejszej kultury Czarnawoda III występującej również na północy Bułgarii a związanej z kulturą badeńską.
Kultura Ezero jest interpretowana przez archeologów jako część szerokiego kompleksu kulturowego występującego na obszarze Bałkanów oraz dorzecza Dunaju we wczesnej epoce brązu. Ten kulturowy horyzont datowany jest na fazę Troja IIc dla Centralnej Europy, i obejmuje współczesną mu kulturę badeńską oraz kulturę Coțofeni występującą na obszarze Rumunii.
Niektórzy naukowcy jak Parzinger twierdzą, że istnieją również typologiczne powiązania tej kultury z występującą na obszarze Grecji kulturą Poliochni IIa-b oraz Sitagroi IV.
Kultura Ezero charakteryzowała się występowaniem osad obronnych, rozwiniętym rolnictwem, uprawą winnej latorośli oraz hodowlą. Ludność tej kultury posiadała również umiejętności związane z metalurgią.
W kontekście etnicznym, niektóre hipotezy sugerują ukształtowanie się tej jednostki archeologicznej na bazie wcześniejszych kultur staroeuropejskich poprzez ich przemieszanie z etnosami zewnętrznymi napływającymi z rejonów Anatolii (Azja Mniejsza) i reprezentującymi tzw. kultury kurhanowe tzw. hipoteza anatolijska prof. Colina Renfrew.

## Literatura
- Colin Renfrew. Archeologia i język. Łamigłówka pochodzenia Indoeuropejczyków. Wydawnictwo Naukowe PWN, Warszawa – Poznań 2001.